# Alscot Park
Alscot Park est une maison de campagne anglaise géorgienne classée Grade I à Preston on Stour, à environ 3 miles (5 km) au sud de Stratford-upon-Avon, Warwickshire. Elle est construite dans un style gothique rococo pour James West au début du XVIIIe siècle.
La maison elle-même est construite en pierre de taille calcaire selon un plan en forme de T avec un toit en ardoise en croupe et a une façade à deux étages de 7 travées. Il se dresse sur 4 000 acres de parc et de terres agricoles, classés Grade II et traversés par la rivière Stour. Plusieurs autres bâtiments associés, tels que des écuries et des pavillons d'entrée, sont également répertoriés. Un certain nombre d'anciens éléments du domaine, tels que des terrains d'agrément, un obélisque et un pavillon chinois, ont depuis été perdus.

## Histoire

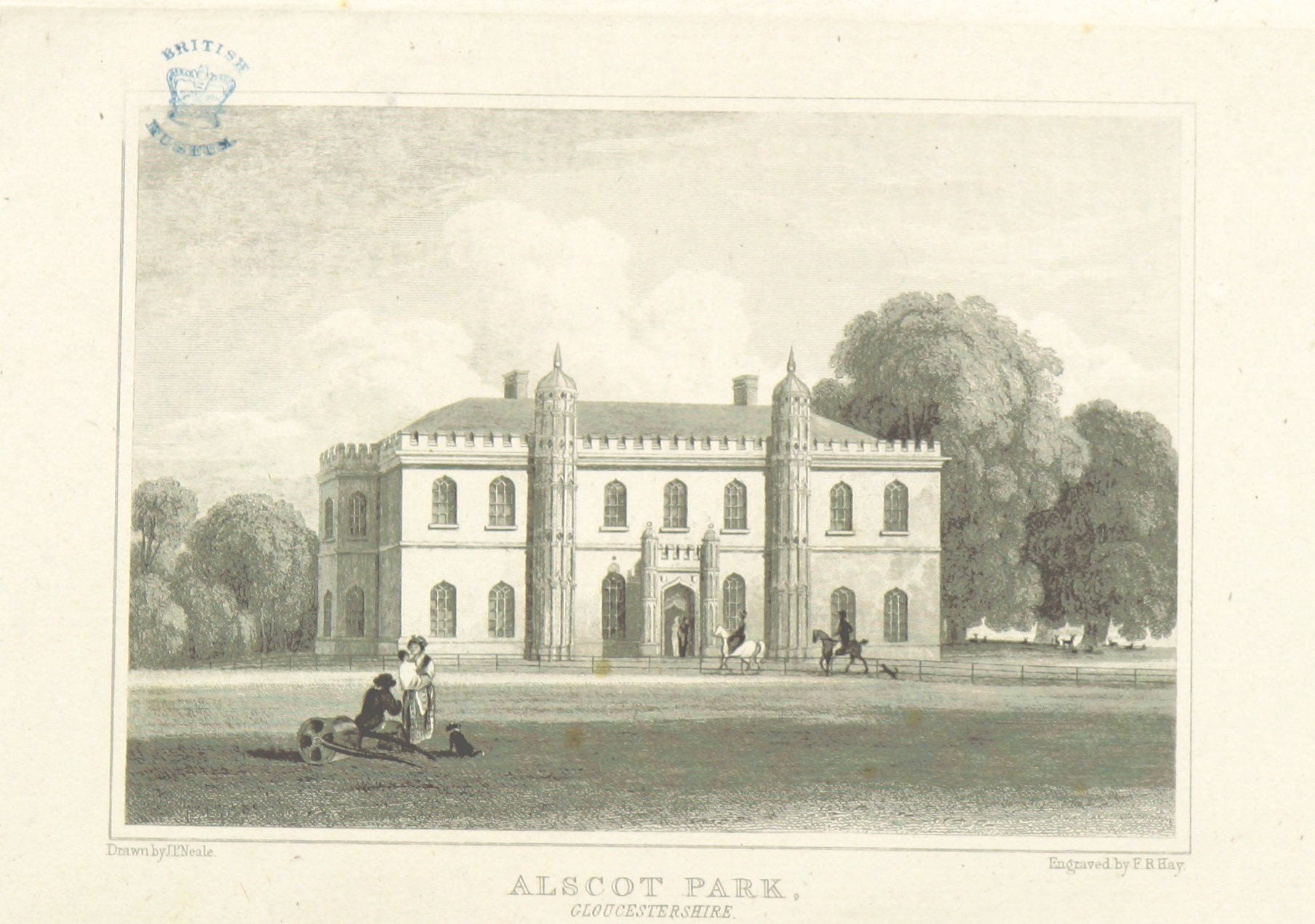
Alscot Park en 1818

En 1747, James West achète les manoirs. Il est alors secrétaire du chancelier de l'Échiquier et député de St Albans. En attendant sa retraite de son dernier poste de secrétaire au Trésor en 1762, il crée la maison actuelle en deux étapes à partir d'une maison plus ancienne sur le site. L'aile nord est remaniée en 1747 et l'aile sud ajoutée en 1762. Des écuries et un conservatoire ont été ajoutés entre 1762 et 1766 .
Un porche d'entrée gothique est plus tard (1815 à 1820) conçu et ajouté à la façade sud. Des pavillons gothiques à l'entrée de Stratford Road sont construits en 1838.
James West le cadet, fils unique de West et de sa femme Sarah Steavens, héritière d'un riche marchand de bois, meurt en 1795, avant sa mère. Alscot Park transmet à James West le fils du cadet, James Robert West, décédé en 1838 et reste dans la famille West jusqu'à nos jours. Actuellement occupé par Emma Holman-West et sa famille, le domaine est développé pour abriter des propriétés résidentielles, des bureaux, des studios et des espaces industriels, remportant la médaille d'or Bledisloe en 2011 de la Royal Agricultural Society pour la gestion immobilière.